# Heilige Pastoor van Arskerk (De Mokker)

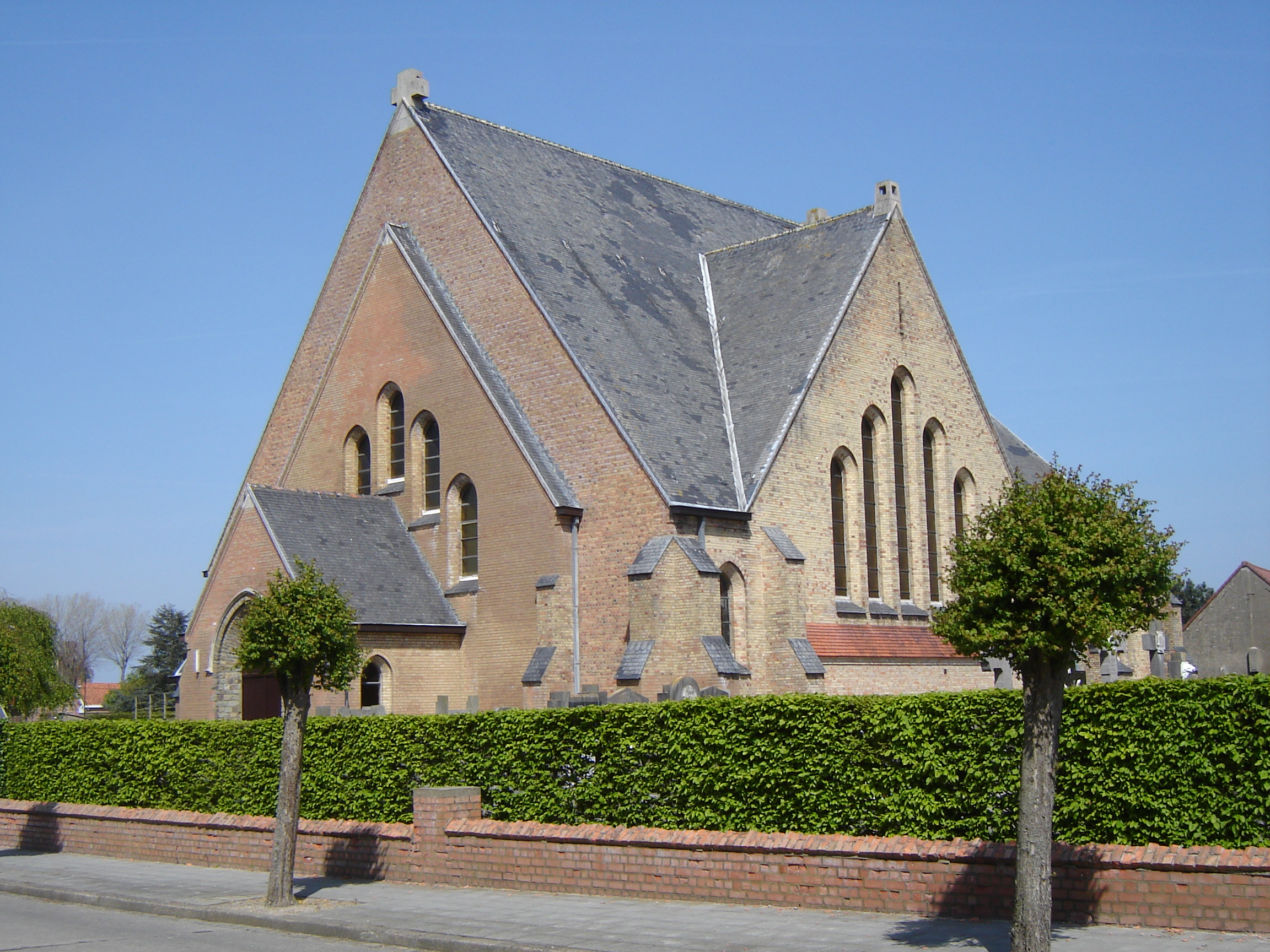
Heilige Pastoor van Arskerk

De Heilige Pastoor van Arskerk is de parochiekerk van het tot de West-Vlaamse gemeente Koekelare behorende gehucht De Mokker, gelegen aan de Ommegangstraat.

## Geschiedenis
Hoewel De Mokker al vanaf 1803 werd vermeld, ontwikkelde de nederzetting pas einde 19e eeuw tot een dorp. Er kwamen scholen, een zustersklooster en dergelijke. Een kerk liet, mede gezien het uitbreken van de Eerste Wereldoorlog, op zich wachten. Men diende ter kerke te gaan in Koekelare of Leke.
Pas in 1920 kwam er een noodkerk in enkele oorlogsbarakken die voor dat doel werden overgebracht. In 1923 werd De Mokker verheven tot proosdij en in 1925 tot zelfstandige parochie, gewijd aan de Pastoor van Ars, die in dat jaar heilig was verklaard. De parochie omvatte delen van de parochies van Koekelare, Leke en Vladslo. Een Mariabeeld, door een Duitse legeraalmoezenier aan het front gevonden, werd in de parochie vereerd en ter ere van Onze-Lieve-Vrouw van De Mokker werd elk jaar een processie gehouden.
De parochie omvatte nu scholen en een zustersklooster, maar een definitieve kerk kwam pas in 1932 tot stand. De kerk werd omringd door een kerkhof, en in 1952 werd een ommegang gebouwd, ter ere van Onze-Lieve-Vrouw van Smarten. Enkele tientallen jaren lang zou de kerk bedevaartgangers trekken.
In 1970 werd nog een doopkapel en een voorportaal toegevoegd.
Vanaf 31 december 2024 werd de kerk aan de eredienst onttrokken.

## Gebouw
De kerk is gebouwd in gematigd expressionistische stijl, en werd vervaardid van gele baksteen. Het is een kruisvormige zaalkerk met hoge binnenruimte en een bakstenen klokkengevel. De kruiswegstaties zijn van 1932 en vervaardigd door Victor Verleyen.